# 1989 no teatro

## Nascimentos
| Data           | Nome                | Profissão       | Nacionalidade | Observações | Ref |
| -------------- | ------------------- | --------------- | ------------- | ----------- | --- |
| 1 de setembro  | Juliana Lohmann     | atriz           | Brasil        |             |     |
| 11 de novembro | Thiago de Los Reyes | ator            | Brasil        |             |     |
| 6 de dezembro  | Cecília Dassi       | atriz           | Brasil        |             |     |
| 6 de dezembro  | Cátia Tavares       | atriz           | Portugal      |             |     |
| 30 de dezembro | Letícia Colin       | atriz e cantora | Brasil        |             |     |

## Mortes
| Data           | Nome            | Profissão                         | Nacionalidade  | Observações                      | Ref   |
| -------------- | --------------- | --------------------------------- | -------------- | -------------------------------- | ----- |
| 17 de junho    | Tite de Lemos   | poeta, jornalista e dramaturgo    | Brasil         | n. 1942                          |       |
| 24 de agosto   | Bill Shirley    | ator, cantor e produtor de teatro | Estados Unidos | n. 1921                          |       |
| 25 de novembro | Armand Salacrou | dramaturgo                        | França         | n. 1899                          |       |
| 22 de Dezembro | Samuel Beckett  | dramaturgo e escritor             | Irlanda        | n. 1906 Nobel da Literatura 1969 | [ 1 ] |